# José Luiz Tavares
José Luiz Tavares (nascido José Luís Tavares, Chão Bom, Ilha de Santiago, 10 de junho de 1967) é um poeta cabo-verdiano. Estudou Filosofia e Literatura em Portugal, onde reside.
A sua obra é marcada por uma reflexão metapoética, com uma influência formal de carácter barroco na complexidade das estruturas utilizadas e erudição do vocabulário. Escrevendo maioritariamente em Português, publicou também em crioulo cabo-verdiano, tendo vindo a efetuar várias traduções de poesia do Português para a língua cabo-verdiana, não só da sua própria obra, mas também da de poetas como Fernando Pessoa e Luís Vaz de Camões. 

## Biografia
Passou a sua infância no Município do Tarrafal, Ilha de Santiago, tendo ido viver para a cidade da  Praia, de forma a frequentar o ensino secundário (ensino médio).
No Liceu Domingos Ramos, co-fundou e dirigiu em 1987 a publicação juvenil Aurora. Colabora depois com a revista Fragmentos fundada em 1987 pelo Movimento Pró-cultura, do qual se torna membro. Aí publica o pela primeira vez um conto, "Quotidiano cinzento" além de vários poemas. Publicou também em 1988 alguns poemas na antologia Mirabilis - de veias ao sol editada por José Luis Hoppfer Cordeiro Almada. 
Em 1988 ingressa no curso de Literaturas Modernas e Filosofia da Universidade Nova de Lisboa, com uma bolsa da Fundação Calouste Gulbenkian. Viveu em Lisboa, entre familiares e conterrâneos, na Pedreira dos Húngaros. Foi colaborador regular do suplemento DN Jovem com a publicação de poemas e curtas ficções, próximas do poema em prosa.
Desde a década de 2010, ele é um dos académicos membros da Academia Caboverdiana de Letras.

## Obras
Os seus livros estão traduzidos para Inglês, Espanhol, Francês, Italiano, Catalão, Filandês, Russo, Mandarin e Galês. 

### Poesia
- Paraíso apagado por um trovão (poesia, ed. do autor, Portugal, 2003; Spleen Edições, Cabo Verde 2004)
- Agreste matéria mundo (poesia, Campo de Letras, Portugal, 2004)
- Lisbon Blues seguido de Desarmonia (poesia: Escrituras, Brasil 2008; Abysmo, Portugal 2015)
- Cabotagem & Ressaca (antologia poética, Escola Portuguesa de Moçambique, 2008)
- Cidade do mais antigo nome (poesia, Assirio & Alvim, Portugal 2009) - com fotografias de Duarte Belo
- As Irrevogáveis Trevas de Baldick Lizandro (poesia: Espiral Maior, Espanha, 2010)
- Coração de lava (poesia, Portugal 2014) - com fotografias de Duarte Belo
- Contrabando de cinzas (antologia poética, Escrituras, Brasil 2016)
- Polaroides de distintos naugrágios (poesia, Rosa de Porcelana, Cabo Verde, 2017)
- Rua antes do céu (poesia, Abysmo, Portugal / Rosa de Porcelana, Cabo Verde 2017)
- Prólogo a la inbención del dilúvio / Prólogo à invenção do dilúvio Puro Pássaro (Ediciones Vestigio), Espanha 2018

### Poesia Infanto-juvenil
- Os secretos acrobatas (poesia infanto-juvenil, Ministério da Educação do Brasil 2008)
- À bolina ao redor do Natal (poesia infanto-juvenil, Ministério da Educação do Brasil 2009)
- Tenpu di dilubri (poesia infanto-juvenil em criolo cabo-verdiano, Prémio Pedro Cardoso Cabo Verde 2009)
- Arca do Banzé (poesia infanto-juvenil, Ministério da Educação do Brasil 2010)

### Traduções para crioulo cabo-verdiano
- Paraíso apagado por um trovão de José Luiz Tavares (re-edição bilingue português-crioulo traduzida pelo autor, Universidade de Santiago Edições, 2009)

## Prémios e distinções
- Prémio Revelação Cesário Verde, Câmara Municipa de Oeiras (1999) por Matéria de Inventar que daria origem a Paraíso apagado por um trovão
- Prémio Mário António de poesia - Fundação Calouste Gulbenkian (2004 - ex-aequo com Ana Paula Tavares) por Paraíso apagado por um trovão
- Prémio Jorge Barbosa - Associação dos Escritores Cabo-verdianos (AEC) por Agreste matéria mundo (2006)
- Prémio Literatura para Todos, Ministério de Educação do Brasil (2008) por Os secretos acrobatas
- Prémio Literatura para Todos, Ministério de Educação do Brasil (2009) por À bolina em redor do Natal
- Prémio Pedro Cardoso - Ministério da Cultura de Cabo Verde (2009) por Tempu di dilubri
- Prémio Literatura para Todos, Ministério de Educação do Brasil (2010) por Arca do Banzé
- Prémio Cidade de Ourense, Espanha (2010) por As irrevogáveis trevas de Baldick Lizandro
- Prémio BCA/Academia Cabo-verdiana de Letras (2016) por Rua antes do céu
- Prémio Corsino Fortes - Banco de Cabo Verde (2018) por Rua antes do céu
- Prémio INCM/Vasco Graça Moura, Portugal (2018) por Instruções para Uso Posterior ao Naufrágio[4]